# 유부 (기향후)
유부(劉富, ? ~ ?)는 전한 말기의 제후로, 양이왕의 손자이다.

## 행적
아버지 유현의 뒤를 이어 기향후(祁鄕侯)에 봉해졌으나, 전한이 멸망하여 작위가 박탈되었다.

## 출전
- 반고, 《한서》 권15하 왕자후표 下

| 선대 아버지 기향절후 유현 | 전한의 기향후 ? ~ 8년 | 후대 (전한 멸망) |